# Oriana Fallaci
Oriana Fallaci, italijanska novinarka in pisateljica, * 29. junij 1929, Firence, † 15. september 2006, Firence.
Med drugo svetovno vojno je bila partizanka na antifašistični strani, kasneje je imela dolgo in uspešno novinarsko kariero. Fallaci je postala svetovno znana po pogumu v vojnah in revolucijah in po intervjujih z mnogimi svetovnimi voditelji med 1960 in 1990.
Njena knjiga Interview with History vsebuje intervjuje z Indiro Gandhi, Goldo Meir, Jaserjem Arafatom, Zulfikarjem Ali Bhutom, Kissingerjem, predsednikom južnega Vietnama Nguyenom Vanom Thieujem in severno vietnamskim generalom Vo Nguyen Giap med Vietnamsko vojno. Intervjuvala je tudi Denga Xiaopinga, Lecha Wałęso, Muammarjem Gaddafijem in mnogimi drugimi.
Po upokojitvi se je v javnost vrnila zaradi objave vrste člankov in knjig kritičnih do islama, ki so pritegnili mnogo podpornikov in nasprtonikov.

## Življenje in kariera

### Odporniško gibanje
Fallaci se je rodila v Firencah v Italiji 29. junija 1929. Njen oče Edoardo Fallaci je bil politični aktivist, ki se je boril za končanje fašistične diktature. Med drugo svetovno vojno se je kljub mladosti pridružila  italijanskemu antifašističnemu gibanju Giustizia e Libertà, delu Resistenza. Kasneje je prejela certifikat za udeležbo v partizanih od italijanske vojske.

### Začetek novinarske kariere
Fallaci je začela svojo novinarsko kariero še kot najstnica, ko je postala posebna poročevalka za italijanski časopis Il mattino dell'Italia centrale leta 1946. V začetku leta 1967 je delala kot vojna poročevalka iz Vietnama, indijsko-pakistanske vojne, srednjega vzhoda in južne Amerike.

### Šestdeseta leta
Mnogo let je bila Fallacijeva posebna poročevalka za politično revijo L'Europeo in je pisala za mnogo vodilnih časopisih. Med Tlatelolco pokolom pred poletnimi olimpijskimi igrami 1968 je bila Fallacijeva trikrat ustreljena, nato so jo Mehiške varnostne sile za lase vlekli navzdol po stopnicah in jo pustili da umre. Zaradi tega so se ji Mehičani zamerili, kar je večkrat izrazila tudi kasneje.
Imigrantske demonstracije v Združenih državah v zadnjih nekaj mesecih so se ji zagnusile, še posebej ko so protestniki razvili mehiško zastavo. “Ne ljubim Mehičanov”, je dejala Fallacijeva in se spomnila grdega ravnanja mehiške policije leta 1968. “Če bi mi na glavi držali pištolo in rekli izberite slabšega med Muslimani in Mehičani bi za trenutek oklevala. Potem bi izbrala Muslimane, ker so mi razbili jajca .

### Sedemdeseta leta
V začetku sedemdesetih let je Fallacijeva imela razmerje z enim od svojih intervjuvancev, Alexandrosom Panagoulisom, ki je bil leta 1967 del grškega odpora proti diktaturi in nato ujet, mučen in zaprt. Panagoulis je umrl leta 1976 v kontroverznih okoliščinah v prometni nesreči. Fallacijeva je v svoji knjigi Un Uomo (Človek), ki je bila napisana po Panagouliusovemu življeju trdila, da je Panagoulisa umorila grška vojaška hunta.
Med intervjujem z Kissingerjem leta 1972 je Kissinger rekel, da je bila Vietnamska vojna nepotrebna. Kissinger je kasneje napisal, da je to bil »najbolj katastrofalen pogovor s katerimkoli predstavnikom medijev« .
Med intervjujem Homeinija leta 1979, ga je naslovila »tiran« in se uspela osvoboditi ženskega muslimanskega pokrivala čadorja:
Oriana Fallaci: Še vedno vas moram vprašati mnogo stvari. O čadorju na primer, ki sem ga morala obleči, da sem prišla k vam za intervju in ki ga morajo imeti Iranke. [...] Ne mislim samo na obleko, temveč tudi na to, kar predstavlja, mislim na apartheid iranskih žensk, da ne morejo delati skupaj z ženskami, ne morejo plavati v morju ali v bazenu skupaj z moškimi. Vse morajo delati posebej oblečene v »čador«. Mimogrede, kako lahko plavaš v »čadorju«?
            Ruhulah Homeini:  Nič od tega se ne tiče vas, naše navade se ne tičejo vas. Če vam ni všeč islamska obleka jo niste dolžni nositi, ker je za mlada dekleta in spoštovane gospe.
            Oriana Fallaci: To je zelo lepo od vas, Imam, ker ste mi to povedali, bom nemudoma slekla s sebe to srednjeveško cunjo. Tukaj! .

### Kot umetnica
Oriana Fallaci je ustvarjala tudi kot umetnica pod imenom Beulah Gordon.

### Upokojitev
Živela je v New Yorku, predavala je na Univerzi v Chicagu, na Yale Univerzi, Harvard Univerzi in Columbia Univerzi.

### Po 9/11
Po terorističnih napadih na ZDA 11. Septembra 2001 je Fallacijeva napisala tri kritične knjige o islamskih teroristih in islamu na splošno ter v knjigah in intervjujih opozarjala, da je bila Evropa preveč strpna do Muslimanov. Prva knjiga je bila Bes in ponos (sprva štiristranski članek v Corriere della Sera, največjem nacionalnem časniku v Italiji). V intervjuju za Wall Street Journal leta 2005 je povedala, da Evropa ni več Evropa, temveč “Eurabia”. „Bes in ponos” ter „The Force of Reason” sta obe postali najbolj prodajni knjigi.
Njene knjige so bile prevedene v 21. Jezikov, vključno z angleščino, španščino, francoščino, nizozemščino, nemščino, grščino, švedščino, poljščino, madžarščino, hebrejščino, romunščino, hrvaščino, srbščino, perzijščino, slovenščino, danščino in bolgarščino.

## Smrt
Fallacijeva je umrla 15. septembra 2006 v rodnih Firencah zaradi raka. Celo življenje je bila strastna kadilka, vendar je zaradi raka krivila svoje bivanje v Kuvajtu leta 1991, ko je Saddam Hussein odločil, da so zažgali naftna polja. Upepeljena je bila na pokopališču Cimitero Evangelico degli Allori v Florencah poleg družinskih članov in napisana poleg Alexandrosa Panagoulisa, njenega življenjskega prijatelja.

## Nagrade
Oriana Fallaci je dvakrat prejela nagrado St. Vincent za novinarstvo (1967, 1971), kot tudi nagrado Bancarella (1970) za “Nothing, and So Be It”, nagrado Viareggio (1979) za knjigo Un uomo: Romanzo in Prix Antibes, 1993, za Inshallah. Prejela je doktorat od Columbia College v Chicagu.
30. novembra 2005 je v New Yorku prejela priznanje Annie Taylor za pogum od „Center for the Study of Popular Culture”. Nagrajena je bila za “herojstvo in vrednote” pri borbi proti islamskemu fašizmu. Opisali so jo kot „General v borbi za svobodo”. Prejela je tudi nagrado Jan Karski Eagle.
Italijanski predsednik Carlo Azeglio Ciampi  je Oriano Fallaci 14. 12. 2005 nagradil z zlato medaljo za kulturni prispevek (Benemerita della Cultura). Zdravstveno stanje ji ni omogočalo, da bi se udeležila podelitve nagrade. 
Leta 2010 je dobila posthumano spominsko nagrado America od Italy-USA Foundation.

## Kontroverznost
Fallacijeva je dobila mnogo javne pozornosti zaradi njenega kontroverznega pisanja o islamu in evropskih muslimanih. Pozitivne in negativne kritike so bile objavljene v italijanskih časopisih (med drugim La Repubblica in Corriere della Sera). Podprl jo je tudi David Holcberg pri Ayn Rand Institute.
Fallacijine knjige so se v Italiji prodale v več kot milijon izvodih.
Večkrat so jo muslimani tožili zaradi njenega pisanja. Leta 2002 jo je tožil Islamski center v Švici in še nekateri drugi zaradi rasizma v knjigi Bes in ponos. Švicarsko sodišče jo je obsodilo in prosilo italijansko državo za izročitev ali njeno obsodbo. Italijanski minister za pravosodje Roberto Castelli je zavrnil prošnjo na ozemlju Italije zaradi varovanja svobode govora.
V Franciji so arabski muslimani, organizacije, kot je Ligue des Droits de l'Homme, začeli pregon proti Oriani Fallaci zaradi knjige Bes in ponos in druge knjige The Force of Reason (La Rage et l'Orgueil in La Force de la Raison v francoski izdaji) zaradi „napadalnosti do islama” in „rasizma”. 
27. avgusta 2005 je imela Fallacijeva zasebno avdienco s papežem Benediktom XVI.. Čeprav ateistka, je Fallacijeva imela veliko spoštovanje do papeža. Čeprav je bila ateistka, se je v knjigi The Force of Reason izrekla za kristjanko.